# Max von Menz

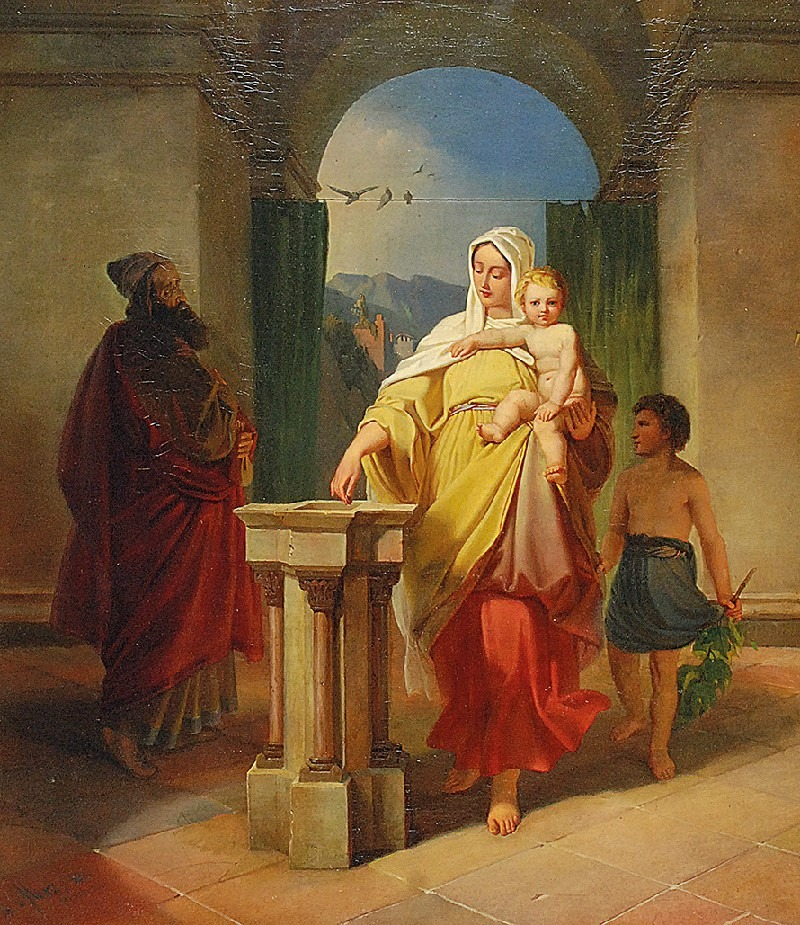
Witwenpfennig

Max von Menz (* 1. September 1824 in  Wasserburg am Inn; † 3. Mai 1895 in München) war ein deutscher Historien- und Genremaler.
Geboren als Sohn des Polizeidirectors Karl von Menz, besuchte Max von Menz die Lateinschule und das Gymnasium, wo der Zeichenlehrer Franz Dahmen seine Begabung entdeckte.
Max von Menz studierte ab dem 2. November 1842 an der Königlichen Akademie der Künste in München bei Hermann Anschütz, Heinrich Maria von Hess, Julius Schnorr von Carolsfeld und Philipp von Foltz.
Noch als Student malte Menz einen Reihe von Bildern zur „Historie von Noah“ von August Kopisch („Als Noah aus dem Kasten war“). Dann widmete sich Menz den traditionellen Themen der Historienmalerei: dem Alten Testament und der Geschichte Bayerns.
Auf Initiative des Generals Karl Spruner von Merz nahm Menz an der Ausführung von Fresken in der Galerie des Bayerischen Nationalmuseums teil.
Er schuf für die Münchener Frauenkirche acht Altar-Flügelbilder mit Szenen aus dem Leben der heiligen Korbinian und Benno von Meißen. Er illustrierte auch die Werke von Ludwig Uhland.
Im Februar 1872 wurde ihm ein Fuß amputiert und später verlor er sein Sehvermögen. 1895 starb er im Alter von 70 Jahren in München. Sein Grab befindet sich auf dem Alten Südlichen Friedhof.